# Duronia
Duronia község (comune) Olaszország Molise régiójában, Campobasso megyében.

## Fekvése
A megye nyugati részén fekszik. Határai: Bagnoli del Trigno, Civitanova del Sannio, Frosolone, Molise, Pietracupa és Torella del Sannio.

## Története
A település a 14. században alakult ki Civite veteris néven, de valószínűleg egy ókori, szamniszok által alapított település területén alakult ki, ami Titus Livius műveiben Duroniaként szerepel. A 19. században nyerte el önállóságát, amikor a Nápolyi Királyságban felszámolták a feudalizmust. Nevét a szamnisz örökség tiszteletére változtatták meg 1875-ben.

## Népessége
A népesség számának alakulása:

## Főbb látnivalói
- Duronia erődje
- San Nicola-templom